# Mœurs-Verdey
Mœurs-Verdey è un comune francese di 310 abitanti situato nel dipartimento della Marna nella regione del Grand Est.

## Società

### Evoluzione demografica
Abitanti censiti